# Imperi Tibetà
L'Imperi Tibetà (Tibetà: བོད་ཆེན་པོ, Wylie: bod chen po, lit. 'Gran Tibet'; xinès: 吐蕃; pinyin: Tǔbō / Tǔfān) va ser un imperi centrat a l'altiplà tibetà, i format com a resultat de l'expansió imperial sota la dinastia Yarlung encapçalada pel seu 33è rei, Songsten Gampo al segle vii. L'imperi es va expandir encara més sota el 38è rei Trisong Detsen. El tractat de 821-823 conclòs entre l'Imperi Tibetà i la dinastia Tang delimitava el primer com a possessió d'una àrea més gran que l'altiplà tibetà, i s'estenia a l'est fins a Chang'an, a l'oest més enllà de l'Afganistan modern, i al sud fins a l'Índia i la badia actual del Golf de Bengala.
La dinastia Yarlung va ser fundada l'any 127 aC a la vall de Yarlung. La capital de Yarlung va ser traslladada a Lhasa pel 33è rei Songsten Gampo, i al Fort Roig durant el període imperial que va continuar fins al segle ix. L'inici del període imperial està marcat pel regnat del 33è rei de la dinastia Yarlung, Songtsen Gampo. El poder de l'imperi militar del Tibet va augmentar gradualment en diversos espais. Durant el regnat de Trisong Detsen, l'imperi es va fer més poderós i va augmentar de mida. En aquell moment, un tractat de l'any 783 entre l'Imperi Tibetà i la dinastia Tang va definir les fronteres, tal com es va concretar en el pilar Shol Potala a Lhasa. Les fronteres es van confirmar de nou durant el regnat posterior del 41è rei Ralpacan a través del seu tractat de 821–823 entre l'Imperi Tibetà i la dinastia Tang, que també va ser celebrat en tres esteles inscrites. En els primers anys del segle ix, l'Imperi tibetà controlava territoris que s'estenien des de la conca del Tarim fins a l'Himàlaia i Bengala, i des del Pamir fins al que ara són les províncies xineses de Sichuan, Gansu i Yunnan. L'assassinat del rei Rapalcan el 838 pel seu germà Langdarma, i la posterior entronització de Langdarma seguida del seu assassinat el 842, marquen simultàniament l'inici de la dissolució del període imperial.
Abans del període de l'imperi, el 28è rei de la dinastia Yarlung, Iha-tho-tho-ri (Thori Nyatsen), va descobrir les relíquies budistes sagrades i després es van salvaguardar. Més tard, el Tibet va marcar l'adveniment del seu període imperi sota el rei Songsten Gampo, mentre que el budisme es va estendre inicialment al Tibet, després de la conversió del rei al budisme, i durant les seves activitats per traduir textos budistes mentre que desenvolupava la llengua tibetana. Sota el rei Trisong Detsen, l'imperi es va expandir de nou a mesura que s'estava produint la fundació del budisme tibetà i la revelació del Vajrayana pel Guru Padmasambhava.
L'època de l'imperi correspon llavors als regnats dels tres 'Reis religiosos' del Tibet, que inclou el regnat del rei Rapalcan. Després de l'assassinat de Rapalcan, el rei Langdarma gairebé va destruir el budisme tibetà amb l'ataca als monestirs de Nyingma i als seus practicants. Les seves actuacions es van correspondre a la posterior dissolució del període de l'imperi unificat, a partir del qual els governs semiautònoms o cabdills, reis i reines menors, i els regnes budistes tibetans supervivents, van evolucionar una vegada més cap a països independents prop de la regió fronterera de l'Imperi de Do Kham (Amdo i Kham).
HI ha però altres factors a tenir en compte pel que fa a la dissolució de l'imperi com: la diversa geografia de l'imperi, la dificultat del transport, o les noves idees que van arribar a l'imperi com a resultat de la seva expansió, i que van ajudar a crear tensions i blocs de poder que van entrar sovint en competència amb el govern central de l'imperi. Així, per exemple, els seguidors de la religió Bön i els partidaris de les antigues famílies nobles, es van trobar gradualment en competència amb el "recent" introduït budisme tibetà. 

## Història

### Namri Songtsen i fundació de la dinastia
El poder que es va convertir en l'estat tibetà es va originar al castell de Taktsé (Wylie:Stag-rtse) al districte de Chingba (Phying-ba ) de Chonggyä (Phyongs-rgyas). Allà, segons l'Crònica tibetana antiga, un grup va convèncer Tagbu Nyazig (Stag-bu snya-gzigs) per rebel·lar-se contra Gudri Zingpoje (Dgu-gri Zing-po-rje), que era, alhora, un vassall de l'imperi Zhang zhung, sota la dinastia Lig myi. El grup es va imposar contra Zingpoje. En aquest moment Namri Songtsen -conegut com Namri Löntsän- era el líder d'un clan que es va imposar-se un a un a tots els seus clans veïns. Va assetjar el Regne de Sumpa a principis del segle vii, i finalment el va conquerir. També va aconseguir el control de tota l'àrea al voltant del que ara és Lhasa, abans del seu assassinat cap al 618. Aquest estat regional nounat seria conegut més tard com l'"Imperi Tibetà". El govern de Namri Songtsen va enviar dues ambaixades a la dinastia xinesa Sui els anys 608 i 609, marcant l'aparició del Tibet a l'escena internacional.
| « | Aquesta primera menció del nom Bod, el nom habitual del Tibet a les fonts històriques tibetanes posteriors, és significativa perquè s'utilitza per referir-se a una regió conquerida. En altres paraules, l'antic nom Bod originalment es referia únicament a una part de l'altiplà de Tibet, una part que, juntament amb Rtsaṅ (Tsang, en tibetà ara lletrejat Gtsaṅ) ha arribat a ser anomenat dbus-gtsaṅ (Tibet central). | » |
| — | |   |

### Regnat de Songtsen Gampo (618–650)
Songtsen Gampo (Srong-brtsan Sgam-po) (c. 604 – 650) va ser el primer gran emperador que va expandir el poder del Tibet més enllà de Lhasa i la vall de Yarlung.Tradicionalment se li atribueix la introducció del budisme al Tibet.

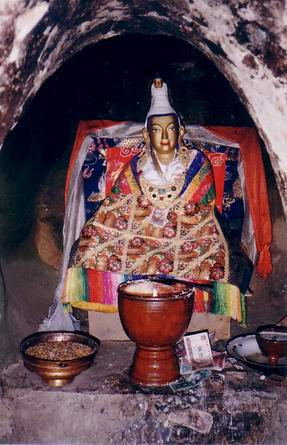
Una estàtua de l'emperador Songtsen Gampo en una cova de Yerpa

Quan el seu pare Namri Songtsen va morir enverinat (ca 618), Songtsen Gampo va prendre el control després de sufocar una breu rebel·lió, demostrant alhora ser expert en diplomàcia i combat. El ministre de l'emperador, Myang Mangpoje (Myang Mang-po-rje Zhang-shang), va derrotar el poble Sumpa. ca. 627. Sis anys més tard (c. 632–33) Myang Mangpoje va ser acusat de traïció i executat. El va succeir el ministre Gar Tongtsen (mgar-stong-btsan).
Els registres xinesos mencionen un enviat al Tibet l'any 634. En aquella ocasió, l'emperador tibetà va sol·licitar, segons fonts tibetanes, el matrimoni amb una princesa xinesa però va ser rebutjat. El 635-36 l'emperador va atacar i va derrotar els Tuyuhun (tibetà: 'A zha), que vivien al voltant del llac Koko Nur i controlaven importants rutes comercials cap a la Xina. Després d'una sèrie de campanyes militars entre el Tibet i la dinastia Tang el 635-8, com l'atac tibetà a Songzhou, l'emperador xinès va accepta, a causa de la força, segons fonts tibetanes) a proporcionar una princesa xinesa a Songtsen Gampo.
Al voltant del 639, després que Songtsen Gampo tingués una disputa amb el seu germà petit Tsänsong (Brtsan-srong), aquest va ser cremat pel seu propi ministre Khäsreg (sregs de Mkha), presumiblement a instàncies del seu germà, el gran l'emperador.
La princesa Wencheng de la Xina (tibetà: Mung-chang Kung-co) va marxar del seu país cap a l'any 640 per casar-se amb el fill de Songtsen Gampo. Va arribar un any després. Tradicionalment es considera que és la primera vegada que el budisme va arribar al Tibet, però és molt poc probable que el budisme s'estengués més enllà dels estrangers a la cort.
La germana de Songtsen Gampo Sämakar (Sad-mar-kar) va ser enviada per casar-se amb Lig-myi-rhya, el rei de Zhangzhung, a l'actual Tibet occidental. No obstant això, quan el rei es va negar a consumar el matrimoni, va ajudar el seu germà a derrotar Lig myi-rhya i incorporar Zhangzhung a l'Imperi Tibetà. El 645, Songtsen Gampo va envair el regne de Zhangzhung.
Songtsen Gampo va morir l'any 650. El va succeir el seu net Trimang Lön (Khri-mang-slon). El poder real va quedar en mans del ministre Gar Tongtsen. Hi ha certa confusió sobre si el Tibet central va conquerir Zhangzhung durant el regnat de Songtsen Gampo o durant el regnat de Trisong Detsen, (r. 755 fins a 797 o 804). Els registres del Llibre de Tang, semblen situar clarament aquests esdeveniments en el regnat de Songtsen Gampo, ja que diuen que l'any 634, Zhangzhung i diverses tribus Qiang "es van sotmetre a ell per complet". Després d'això, es va unir amb el país de Zhangzhung per derrotar els Tuyuhun, i va conquerir dues tribus Qiang més. Tot seguit, va amenaçar la regió xinesa de Songzhou amb un exèrcit important -segons fonts tibetanes 100.000; segons els xinesos més de 200.000 homes. Aleshores va enviar un emisari amb obsequis d'or i de seda a l'emperador xinès per demanar-li matrimoni amb una princesa xinesa i, quan se li va negar, va atacar Songzhou. Segons el Llibre de Tang, finalment es va retirar i es va disculpar, després de la qual cosa l'emperador va concedir la seva petició.
Després de la mort de Songtsen Gampo l'any 650 dC, la dinastia xinesa Tang va atacar i va prendre el control de la capital tibetana Lhasa. Els soldats de la dinastia Tang no van poder mantenir la seva presència a l'entorn hostil de l'altiplà tibetà i aviat van tornar a la Xina.

### Regnat de Mangsong Mangtsen (650–676)

Mapa de les Quatre Banyes (divisions administratives) de l'Imperi Tibetà al segle VII.

Després d'haver incorporat Tuyuhun al territori tibetà, el poderós ministre Gar Tongtsen va morir l'any 667.
Entre el 665 i el 670 Khotan va ser derrotat pels tibetans, i es va produir una llarga sèrie de conflictes amb la dinastia Tang xinesa. A la primavera de 670, el Tibet va atacar els territoris xinesos restants a la conca del Tarim occidental, després de guanyar la batalla de Dafeichuan contra la dinastia Tang. Amb tropes de Khotan van conquerir Aksu, sobre la qual els xinesos van abandonar la regió, posant fi a dues dècades de control xinès. Així van aconseguir el control de totes les quatre guarnicions d'Anxi xineses a la conca del Tarim el 670, i les van mantenir fins al 692, quan els xinesos finalment van aconseguir recuperar aquests territoris.
L'emperador Mangsong Mangtsen (Trimang Löntsen' o Khri-mang-slon-rtsan) es va casar amb Thrimalö (Khri-ma-lod), una dona que tindria una gran importància en la història tibetana. L'emperador va morir a l'hivern del 676–677, i després es van produir revoltes dels Zhangzhung. El mateix any va néixer el fill de l'emperador Tridu Songtsen (Khri 'dus-srong btsan o Khri-'dus-srong-rtsan).

### Regnat de Tridu Songtsen (677–704)

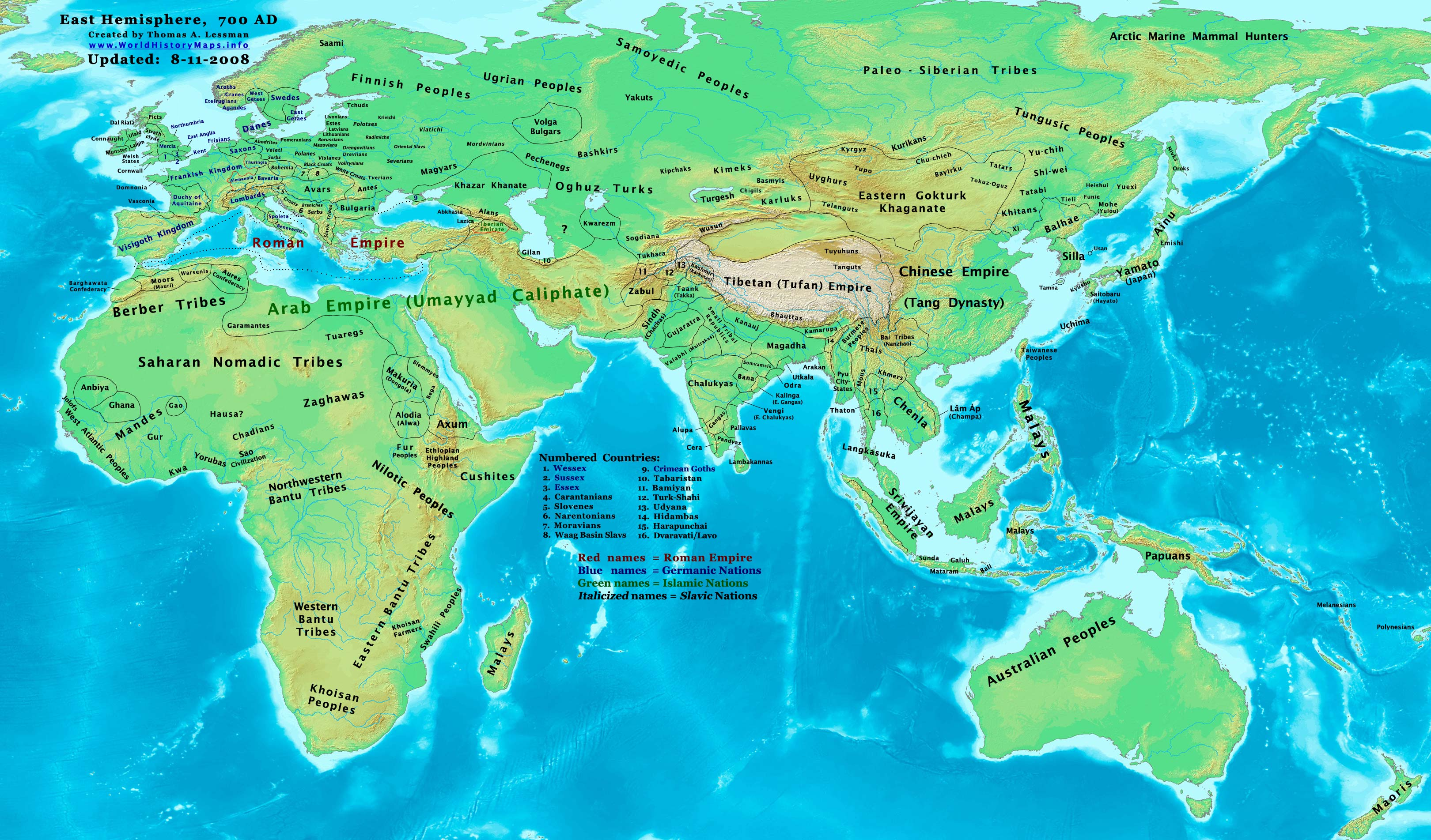
Imperi del Tibet l'any 700 dC

El poder de l'emperador Tridu Songtsen va ser compensat, fins a cert punt, pel de la seva mare, Thrimalö i la influència del clan Gar. (Wylie mgar : ambé sgar i ′gar). Hi ha proves que els Gar descendien de membres dels Yuezhi Menor, un poble que originalment havia parlat una llengua indoeuropea i va emigrar, en algun moment després del segle iii aC, desde Gansu o els Tarim fins a Kokonur.
El 685, el ministre Gar Tsenye Dompu (mgar btsan-snya-ldom-bu) va morir, i el seu germà, Gar Tridring Tsendrö (mgar Khri-'bring-btsan brod) va ser nomenat per substituir-lo. El 692, els tibetans van perdre la conca del Tarim davant els xinesos. Gar Tridring Tsendrö va derrotar els xinesos a la batalla l'any 696 i va demanar la pau. Dos anys més tard, el 698, l'emperador Tridu Songtsen va convidar el clan Gar, amb més de 2.000 persones, a una festa de caça i els va fer massacrar. Aleshores, Gar Tridring Tsendrö es va suïcidar, i les seves tropes es van unir a les xineses. Això va posar fi a la influència dels Gar.
Des del 700 fins a la seva mort, l'emperador va romandre en campanya al nord-est, absent del Tibet central, mentre la seva mare Thrimalö administrava en nom seu. El 702, Dinastia Zhou xinesa sota l'emperadriu Wu Zetien i l'Imperi Tibetà van acordar la pau. A finals d'aquell any, el govern imperial tibetà es va dedicar a consolidar l'organització administrativa khö chenpo (mkhos chen-po) de la zona nord-est de Sumru, la qual havia estat el país Sumpa conquerit 75 anys abans. Sumru es va organitzar com una nova "banya" de l'imperi.
Durant l'estiu de 703, Tridu Songtsen va residir a Öljak ('Ol-byag) a Ling (Gling), que es trobava a la part alta del Yangtze, abans de procedir a una invasió de Jang ('Jang). Un grup ètinic que podria haver estat bé els Mosuo o el regne de Nanzhao. El 704, es va restar breument a Yoti Chuzang (Yo-ti Chu-bzangs) vora Madrom (Rma-sgrom) al riu Groc. Aleshores va envair Mywa, que en part era Nanzhao -terme tibetà mywa probablement es refereix a les mateixes persones o pobles anomenats pels xinesos Man o Miao. Però va morir durant la consecució d'aquella campanya.

### Regnat de Tride Tsuktsän (704–754)

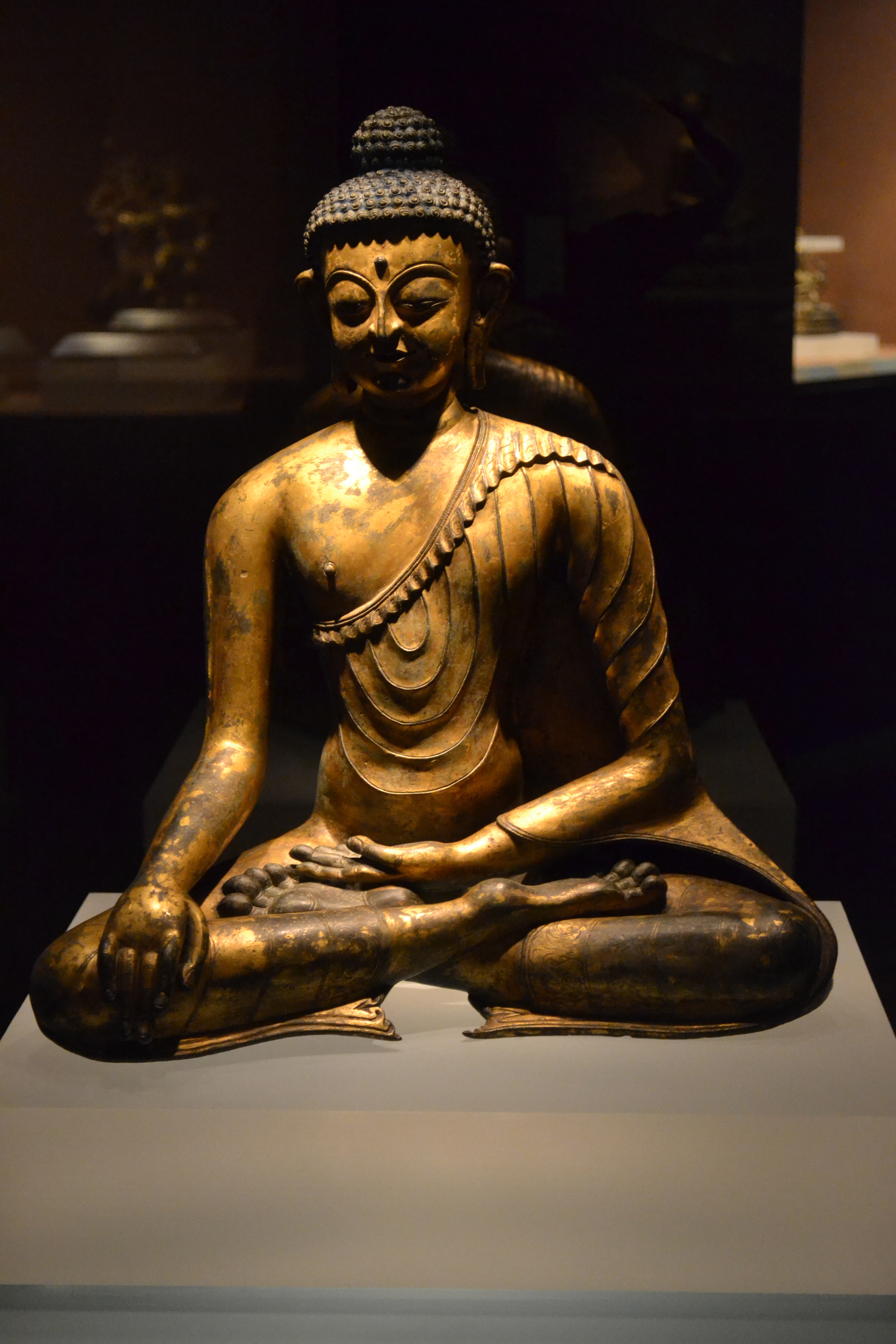
Estàtua de Buda Sakyamuni amb bany de coure durant la primera difusió

Gyeltsugru (Rgyal-gtsug-ru), que més tard es convertiria en el rei Tride Tsuktsen (Khri-lde-gtsug-brtsan), era conegut generalment pel seu sobrenom Me Agtsom ("Vell Pelut"). Va néixer l'any 704. A la mort de Tridu Songtsen, la seva mare Thrimalö va governar com a regent de l'infant Gyältsugru. L'any següent, el fill gran de Tridu Songtsen, Lha Balpo (Lha Bal-pho) va impugnar la successió del seu germà d'un any, però va ser "destituït del tron" a Pong Lag-rang.
Thrimalö havia organitzat un matrimoni reial amb una princesa xinesa. La princesa Jincheng (tibetà: Kyimshang Kongjo) va arribar l'any 710, però no és clar si es va casar amb Gyeltsugru de set anys d'edat o amb el deposat Lha Balpo. Gyeltsugru també es va casar amb una dama de Jang (Nanzhao) i una altra nascuda a Nanam.
Gyältsugru va ser entronitzat oficialment amb el nom reial Tride Tsuktsän l'any 712, l'any en què va morir l'emperadriu vídua Thrimalö.
El Califat Omeia i els Turgesos es van fer cada cop més importants durant els anys 710–720. Els tibetans estaven aliats amb els turguesos. El Tibet i la Xina van tenir lluites alternatives a finals dels anys 720. Al principi el Tibet, amb els aliats turguesos van tenir avantatge, però amb el temps van començar a perdre batalles. Després d'una rebel·lió al sud de la Xina, i una important victòria tibetana l'any 730, els tibetans i turguesos van demanar la pau.
Els tibetans van ajudar els turguesos a lluitar contra els àrabs musulmans durant la conquesta musulmana de Transoxiana.
L'any 734 els tibetans van casar la seva princesa Dronmalön ('Dron ma lon) amb el turgués Qaghan. Per la seva part, els xinesos es van aliar amb el califat per atacar els turguesos. Després de la victòria i la pau amb els turgesos, els xinesos van atacar l'exèrcit tibetà. Els tibetans van patir diverses derrotes a l'est, malgrat mantenir-se forts a l'oest. L'imperi Türgués es va ensorrar per conflictes interns. L'any 737, els tibetans van llançar un atac contra el rei de Bru-za (Gilgit), que va demanar ajuda xinesa, però finalment es va veure obligat a retre homenatge al Tibet. L'any 747, es va alliberar el control del Tibet per la campanya del general Gao Xianzhi, que va tractar de reobrir les comunicacions directes entre Àsia central i el Caixmir.
L'any 750 els tibetans havien perdut gairebé totes les seves possessions de l'Àsia central davant els xinesos. El 753, fins i tot el regne de "Petit Balur" (actual Gilgit) va ser capturat pels xinesos. Després de la derrota de Gao Xianzhi pel califat i els Karlucs a la batalla de Talas (751), la influència xinesa va disminuir ràpidament i la tibetana va començar a augmentar de nou. El Tibet va conquerir grans seccions del nord de l'Índia durant aquest temps.
El 755 Tride Tsuktsen va ser assassinat pels ministres Lang i 'Bal. Llavors Takdra Lukong (Stag-sgra Klu-khong) va presentar proves al príncep Song Detsen (Srong-lde-brtsan) que eren deslleials, causaven dissensions al país, i estaven a punt d'atacar-lo. Lang i 'Bal es van revoltar posteriorment; van ser assassinats per l'exèrcit i els seus béns van ser confiscats.

### Regnat de Trisong Detsen (756–797?)

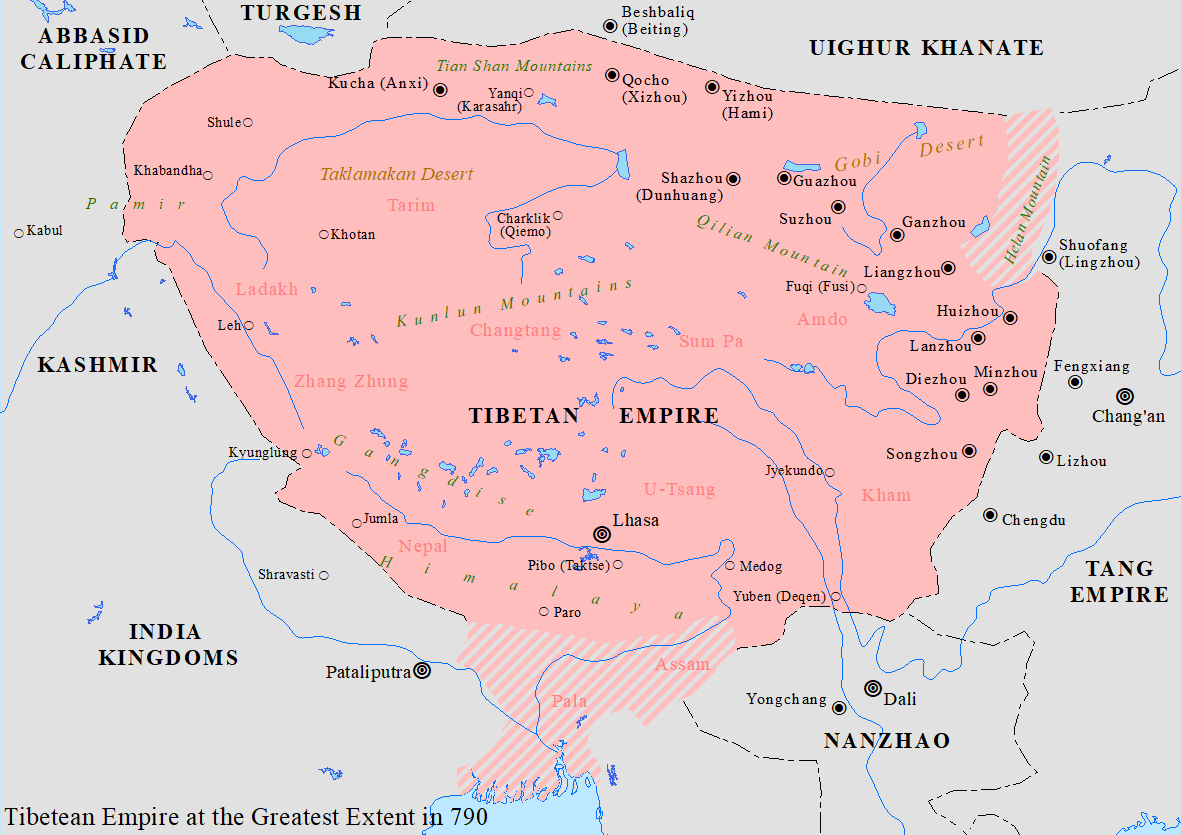
Mapa de l'imperi tibetà en la seva màxima extensió l'any 790

El 756 el príncep Song Detsän va ser coronat emperador amb el nom de Trisong Detsen (Khri srong lde brtsan). Va prendre el control del govern quan va assolir la majoria als 13 anys (12 segons el càlcul occidental) després d'un interregne d'un any. durant el qual no hi va haver emperador.
L'any 755 la dinastia Tang a la Xina ja havia començat a debilitar-se a causa de la rebel·lió d'An Lushan iniciada per An Lu Shan l'any 751, en canvi, el regnat de Trisong Detsän es va caracteritzar per la reafirmació de la influència tibetana a l'Àsia central. Al principi del seu regnat, les regions a l'oest del Tibet van rendir homenatge a la cort tibetana.
Mentre Daizong de Tang estava a Luoyang poc després de conquerir Yan en 763, les tropes de l'imperi Tibetà sota el comandament de Takdra Lukhong van ocupar Chang'an instal·lant el príncep Li Chenghong com a emperador titella. Les forces tibetanes, però, no van poder obligar el canceller Miao Jinqing, que no va poder fugir de Chang'an a causa d'una malaltia, a cooperar amb el règim de Li Chenghong. Aviat, amb el general Tang Guo Ziyi muntant un moviment de resistència, les forces tibetanes van saquejar la ciutat i van marxar el 30 de novembre de 763.
L'any 765 Chang'an va ser assetjada per una aliança de l'Imperi Tibetà i el Kanat Uigur però els uigurs van trencar la seva aliança i Takdra Lukhong va ser derrotat per les forces aliades xineso-uigures dirigides per Guo Ziyi i va haver de retirar-se.
El 785, Wei Kao, un xinès que servia com a oficial a Shuh, va rebutjar les invasions tibetanes de la zona.
Mentrestant, els kirguisos van negociar un acord d'amistat amb el Tibet i altres potències, per permetre el lliure comerç a la regió. L'any 787 es va fer un intent d'un tractat de pau entre el Tibet i la Xina, però les hostilitats van durar fins que el tractat sino-tibetà de 821 es va inscriure a Lhasa l'any 823. Al mateix temps, els uigurs, aliats nominals dels emperadors Tang, van continuar posant en dificultats la frontera nord del Tibet. Cap al final del regnat d'aquest rei, les victòries uigurs al nord van fer que els tibetans perdessin alguns dels seus aliats al sud-est.
Les investigacions històriques recents indiquen la presència del cristianisme ja als segles VI i VII, un període en què els heftalites tenien amplis vincles amb els tibetans. Al segle VIII existia una forta presència amb el patriarca Timoteu I (727–823) i l'any 782 va anomenar els tibetans com una de les comunitats més significatives de l'església oriental i va escriure sobre la necessitat de nomenar un altre bisbe ca. 794.
Hi ha un pilar de pedra, els Lhasa Shöl rdo-rings, Doring Chima o Pilar Lhasa Zhol, a l'antic poble de Shöl davant del Palau de Potala, a Lhasa, que data del c. 764 CE, durant el regnat de Trisong Detsen. També conté un relat de la conquesta de grans extensions del nord-oest de la Xina, inclosa la captura de Chang'an, la capital xinesa, durant un breu període l'any 763 dC, en el regnat de l'emperador Daizong de Tang.
Nan Chao, com Yunnan i les regions veïnes, va romandre sota control tibetà des del 750 fins al 794, quan es van enfrontar als seus senyors tibetans, i van ajudar els xinesos a infligir-los una greu derrota.

### Regnat de Muné Tsenpo (c. 797–799?)
Es considera queTrisong Detsen va tenir quatre fills. El més gran, Mutri Tsenpo, sembla que va morir jove. Quan Trisong Detsen es va retirar, va lliurar el poder al fill gran supervivent, Muné Tsenpo (Mu-ne btsan-po). La majoria de fonts diuen que el regnat de Muné només va durar un any i mig aproximadament. Després d'un breu regnat, Muné Tsenpo va ser suposadament enverinat per ordre de la seva mare.
Després de la seva mort, Mutik Tsenpo va ser el següent en la línia del tron. No obstant això, aparentment havia estat desterrat a Lhodak Kharchu (lHo-brag o Lhodrag) prop de la frontera amb Bhutan per assassinar un alt ministre. El germà petit, Tride Songtsen, governaria definitivament l'any 804.

### Regnat de Tride Songtsen (799–815)
Sota Tride Songtsen (Khri lde srong brtsan - generalment conegut com Sadnalegs), hi va haver una guerra prolongada amb el califat abbàssida. Sembla que els tibetans van capturar una sèrie de tropes del califat i les van posar al seu servei a la frontera oriental l'any 801. Els tibetans estaven actius fins a l'oest de Samarcanda i Kabul. Les forces abbàssides van començar a prendre avantatge i el governador tibetà de Kabul es va sotmetre al califat i es va convertir en musulmà cap al 812 o el 815. Aleshores, el califat va atacar a l'est del Caixmir, però va ser retingut pels tibetans. Mentrestant, el Kanat uigur va atacar el Tibet des del nord-est. La lluita entre els uigurs i els tibetans va continuar durant un temps.

### Regnat de Tritsu Detsen (815–838)

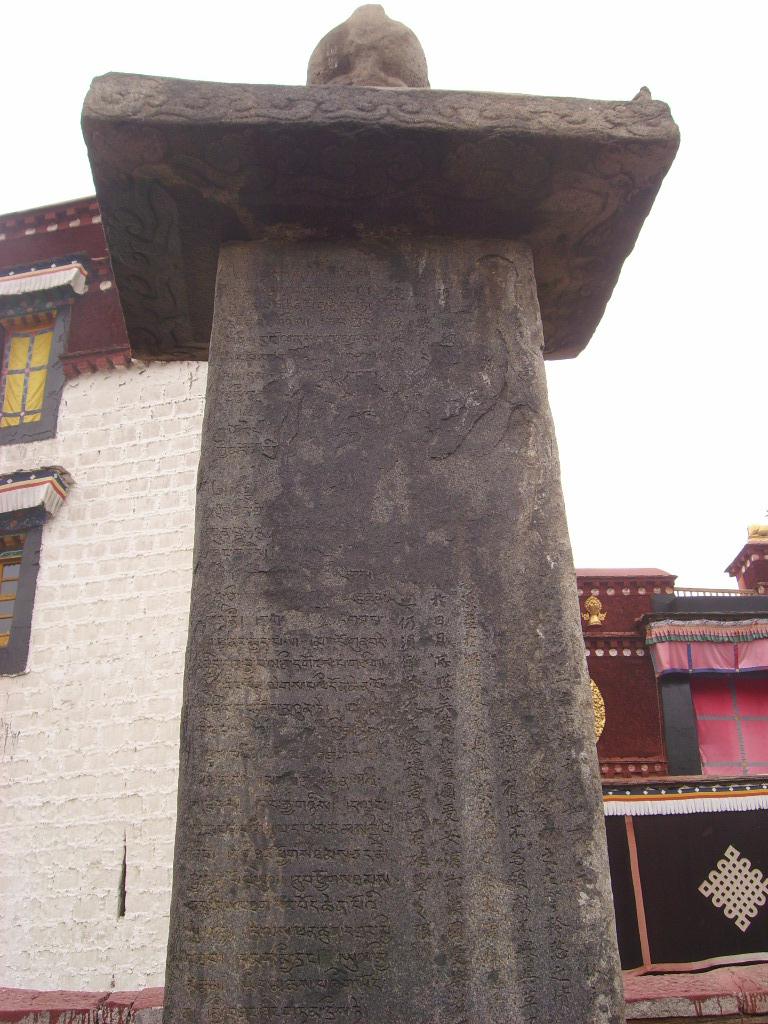
El text bilingüe del tractat de pau inscrit a l'estela de l'aliança Tang-Tibetana, temple de Jokhang.

Tritsu Detsen (Khri gtsug lde brtsan), més conegut com a Ralpacan, és rellevant per als budistes tibetans com un dels tres reis del Dharma que van portar el budisme al Tibet. Va ser un defensor del budisme i va convidar molts artesans, estudiosos i traductors dels països veïns. També va promoure el desenvolupament del tibetà escrit i les traduccions, que van permetre el desenvolupament d'un lèxic detallat sànscrit-tibetà anomenat Mahavyutpatti que incorporava equivalents tibetans estàndard per a milers de termes sànscrits.
Els tibetans van atacar el territori uigur el 816 i alhora van ser atacats el 821. Després de les reeixides incursions tibetanes al territori xinès, els budistes d'ambdós països van buscar la mediació.
Aparentment, Ralpacan va ser assassinat per dos ministres pro-Bön que després van col·locar el seu germà contrari al budisme, Langdarma, al tron.
El Tibet va continuar sent un important imperi de l'Àsia central fins a mitjans del segle ix. Sota el regnat de Ralpacan, el poder polític del Tibet va estar en la seva màxima extensió, la qual s'estenia fins a Mongòlia i Bengala, i va signar mútuament tractats amb la Xina.
L'any 821/822 es va acordar un tractat sino-tibetà amb Ralpacan, que va establir la pau durant més de dues dècades. Un relat bilingüe d'aquest tractat està inscrit en un inscripció de pedra sino-tibetana que es troba fora del Tempde de Jokhang a Lhasa.

### Regnat de Langdarma (838–842)

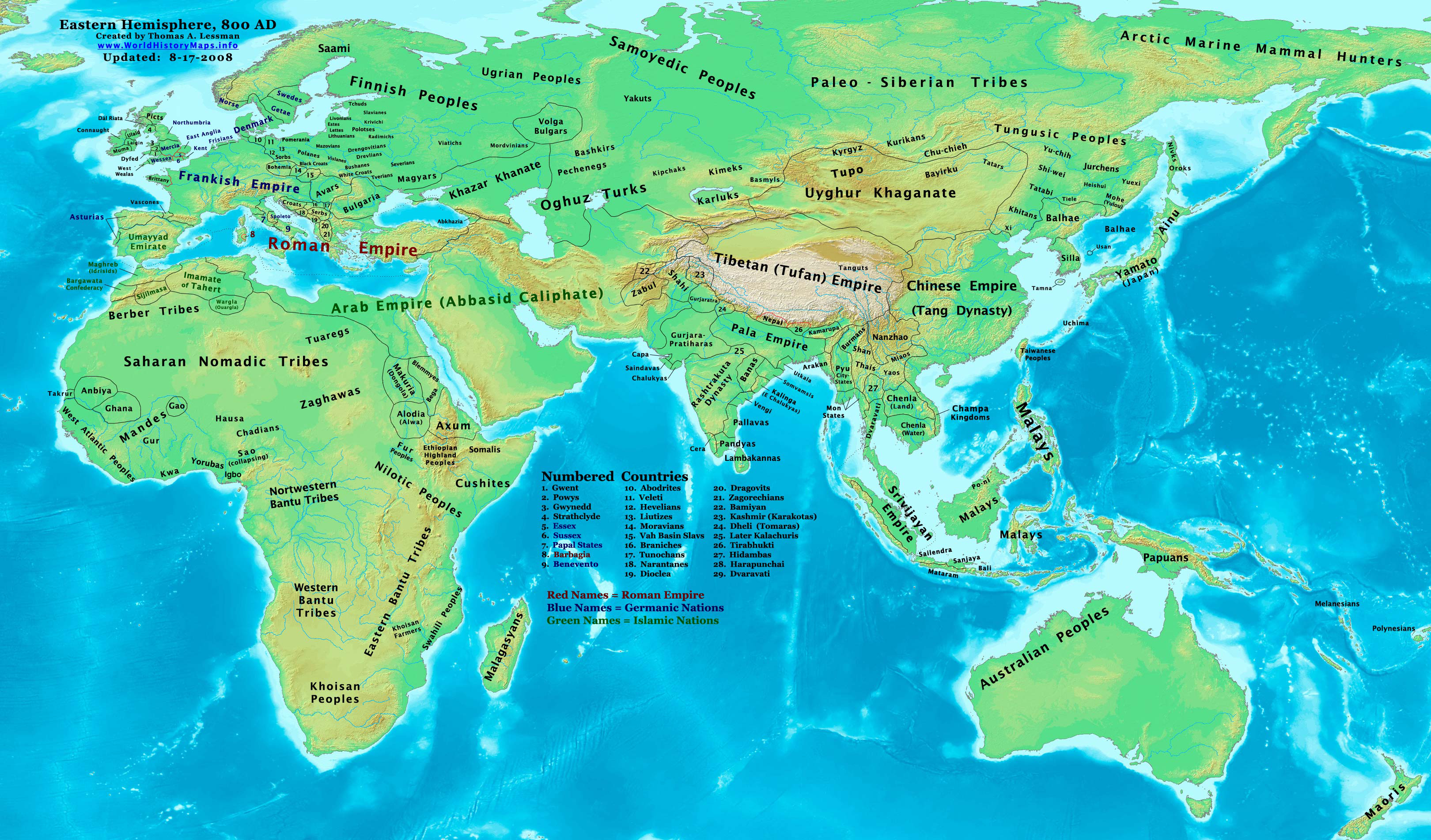
Imperi Tibetà l'any 820 dC

El regnat de Langdarma (Glang dar ma), títol real Tri Uidumtsaen (Khri 'U'i dum brtsan), va estar plagat per problemes externs. L'estat uigur al nord es va esfondrar sota la pressió dels kirguisos l'any 840, i molts desplaçats van fugir al Tibet. El mateix Langdarma va ser assassinat, aparentment per un ermità budista, l'any 842.

### Declivi

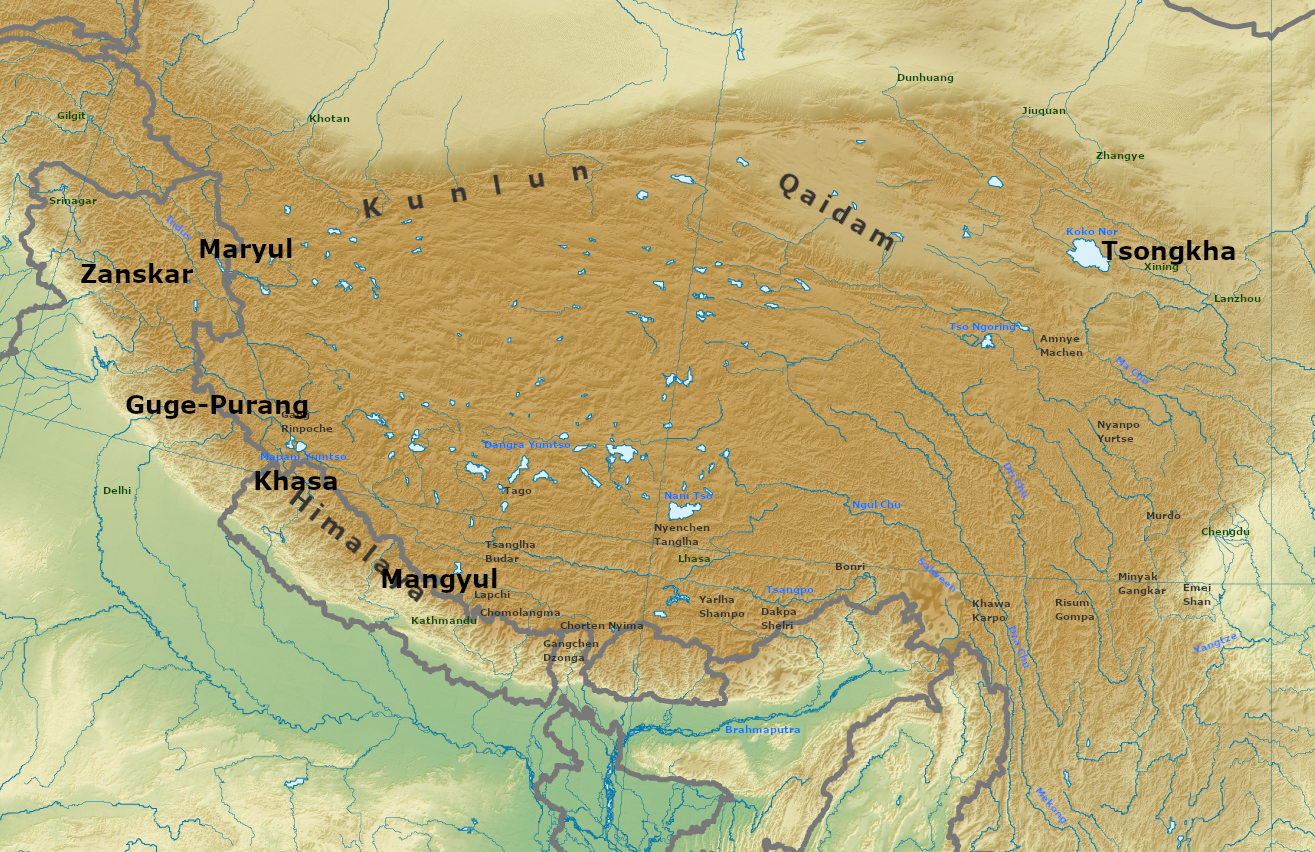
Era de la fragmentació en el període postimperi

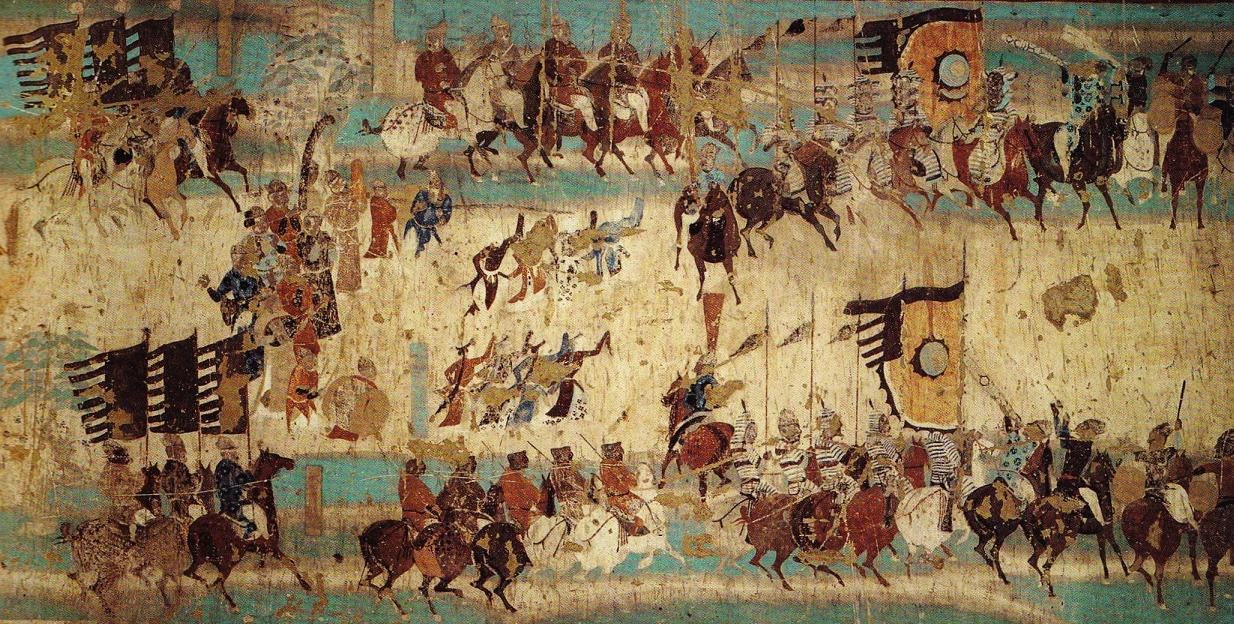
Mural que commemora la victòria de Zhang Yichao sobre l'Imperi Tibetà l'any 848. Cova de Mogao 156

Una guerra civil que va sorgir pel successor de Langdarma, va provocar l'enfonsament de l'Imperi Tibetà. El període que va seguir, conegut tradicionalment com l'Era de la fragmentació, va estar dominat per rebel·lions contra les restes del Tibet imperial i l'ascens dels senyors de la guerra regionals.

## Exèrcit

### Equipament
Els soldats de l'Imperi Tibetà portaven armadures com laminades i cota de malla, i eren experts en l'ús d'espases i llances. L'autor tibetà Tashi Namgyal va escriure el 1524 la història de l'armadura laminada al Tibet, dividida en tres períodes diferents. L'armadura més antiga datava de l'època dels "Reis Justos, Oncle i Nebot" que la situaria en algun moment durant la dinastia Yarlung, de principis del segle VII a mitjans del segle ix.
Segons Du You (735–812) al seu text enciclopèdic, el Tongdian, els tibetans eren menys hàbils en el tir amb arc i lluitaven de la següent manera:
| «        | Tots els homes i cavalls porten armadures de cota de malla. La seva mà d'obra és extremadament fina. Els envolta completament, deixant obertures només per als dos ulls. Així, els arcs forts i les espases afilades no els poden ferir. Quan lluiten, han de desmuntar i disposar-se en files. Quan un mor, un altre ocupa el seu lloc. Al final, no estan disposats a retirar-se. Les seves llances són més llargues i primes que les de la Xina. El seu tir amb arc és feble, però la seva armadura és forta. Els homes sempre fan servir espases; quan no estan en guerra encara van portant espases. | » |
| — Du You | |   |

Els tibetans podrien haver exportat les seves armadures als nòmades veins de l'estepa. Quan els Turguisos van atacar els àrabs, van informar que el seu khagan Suluk portava una armadura tibetana, que el va salvar de dues fletxes abans que una tercera li penetrés el pit. Va sobreviure al calvari amb algunes molèsties en un braç.

### Organització
Els oficials de l'Imperi Tibetà no estaven contractats a temps complet i només eren cridats especialment segons objectius. Aquests guerrers eren designats per una fletxa daurada de set polzades de llarg que significava el seu càrrec. Els oficials es reunien un cop l'any per prestar un jurament de fidelitat. Es reunien cada tres anys per participar en una festa de sacrifici.
Durant la campanya, els exèrcits tibetans no portaven cap subministrament de gra i vivien del saqueig.

## Societat
Els primers tibetans adoraven un déu de la guerra conegut com "Yuandi" (transcripció xinesa) segons una transliteració xinesa del Llibre de Tang.
El llibre antic de Tang diu:
| « | No conreen arròs, però tenen civada negra, llegum vermell, ordi i blat sarraí. Els principals animals domèstics són el iac, el porc, el gos, l'ovella i el cavall. Hi ha esquirols voladors, de forma semblant als del nostre país, però grans com gats, la pell dels quals s'utilitza per a la roba. Tenen abundància d'or, plata, coure i estany. Els nadius generalment segueixen els seus ramats a pasturar i no tenen un habitatge fix. Tenen, però, algunes ciutats emmurallades. La capital de l'estat s'anomena ciutat de Lohsieh. Les cases són totes de teulada plana i sovint arriben a l'alçada de diverses desenes de peus. Els homes de rang viuen en grans tendes de feltre, que s'anomenen fulu. Les habitacions on viuen estan molt brutes i mai es pentinen ni es renten. S'uneixen les mans per agafar el vi, i fan plats de feltre i pasten la massa en tasses, que omplen de brou i nata i es mengen tot junts. | » |

Posteriorment es va introduir el budisme tàntric, doctrina que es va expandir amb la fundació del monestir de Samye. Aquest va conviure amb la religió tradicional i comunitats d'altres creences.